# Loxodonta
Loxodonta es un género de mamíferos proboscídeos de la familia de los elefántidos que incluye a las dos especies vivientes de elefante africano: el elefante africano de sabana (Loxodonta africana) y el elefante africano de bosque (Loxodonta cyclotis), que anteriormente eran considerados dos subespecies de una misma especie. 

## Especies
Se reconocen las siguientes:
- Loxodonta africana
- Loxodonta cyclotis
- Loxodonta adaurora †
- Loxodonta atlantica †
- Loxodonta exoptata †